# Someday (chanson de Mariah Carey)
Pour les articles homonymes, voir Someday.
Singles de Mariah Carey
Love Takes Time
(1990) I Don't Wanna Cry
(1991)

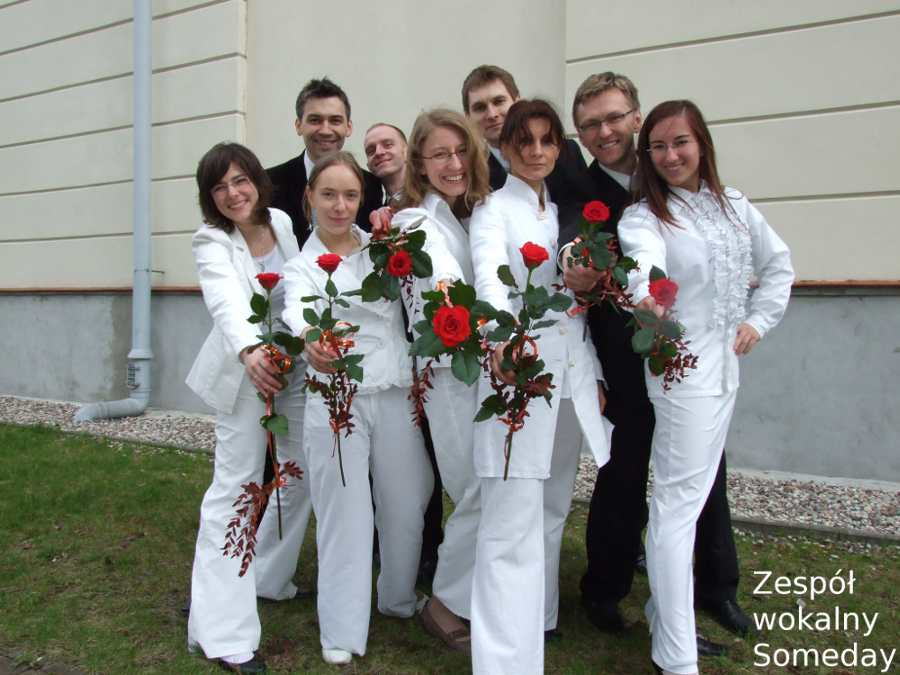

Someday est une musique écrite par Mariah Carey et Ben Margulies et produite par Ric Walke. Sorti en 1990, il s’agit du 3e single de son premier album intitulé Mariah Carey.
Bien qu’il ait connu un large succès aux États-Unis, il n’en fut pas de même dans le reste du monde.
Someday a reçu un BMI Pop Award.

## Accueil

### Succès
Someday réussit à atteindre la 1re place du Billboard Hot 100 au bout de huit semaines et y restera durant 2 semaines (du 3 au 16 mars), remplaçant ainsi le titre All the Man That I Need de Whitney Houston et devenant par la même occasion le 3e titre consécutif de l’album à atteindre la place de numéro 1 des charts. Someday est resté pendant 15 semaines dans le top 40 et a été classé 13e single de l’année 1991 ce qui en fait un des meilleurs hits de l’année. Il est certifié disque d’or par la Recording Industry Association of America (RIAA).

## Classements et certifications
| Pays                                               | Position | Certification |
| -------------------------------------------------- | -------- | ------------- |
| Australie                                          | 44       | -             |
| Canada                                             | 21       | -             |
| Finlande                                           | 17       | -             |
| France                                             | 38       | -             |
| Japon                                              | 48       | -             |
| Pays-Bas                                           | 44       | -             |
| Royaume-Uni                                        | 38       | -             |
| États-Unis Billboard Hot 100                       | 1        | -             |
| États-Unis Billboard Hot Adult Contemporary Tracks | 5        | -             |
| États-Unis Billboard Hot Dance Club Songs          | 1        | -             |
| États-Unis Billboard Hot R&B/Hip-Hop Songs         | 3        | -             |

|      | Certification |
| RIAA | Disque d'or   |

| Pays                         | Position | Année |
| ---------------------------- | -------- | ----- |
| États-Unis Billboard Hot 100 | 13       | 1991  |